# 童名 (琉球諸島・奄美群島)
童名（ワラビナー）とは、かつて琉球王国の版図であった地域（琉球諸島・奄美群島）にみられる伝統的な個人名。戸籍名とは別の名前で、生まれた直後の命名儀礼で名付けられる。「童」とあるがいわゆる幼名ではなく、生涯を通して親族や友人などごく親しい仲で使用される呼び名である。地域によっては島名（シマナー）・神名（カムナー）・家名（ヤーナー）などと呼ぶ。昭和初期ごろまで用いられたが、20世紀末にはほぼ使われなくなった。しかし、宮古池間島や奄美与論島など一部では現在でも存続している。　

## 歴史
|          | 家族名 | 個人名 |
| -------- | ------ | ------ |
| 琉球伝統 | 屋号   | 童名   |
| 日本式   | 苗字   | 名乗   |
| 中国式   | 姓     | 唐名   |

琉球の伝統的な人名は、身分・性別を問わず「屋号（）+個人名」であった。しかし近世になると、貴族・士族層の男性では日本式の「苗字（家名）+名乗（）」と中国式の「姓+諱（唐名（））」も併用されるようになった。なかでも成人名として名乗が受容されると、相対して琉球の伝統的な個人名は童名と呼ばれるようになった。いっぽうで庶民や女性の貴族・士族には名乗や唐名はなく、童名が唯一かつ公称の個人名であった。
琉球処分後に戸籍制度が敷かれると、貴族や士族の男性は名乗や諱を戸籍名として登録することが多かった。庶民にも日本風の名前を戸籍に登録する者がいたが、太平洋戦争が終わる前の、特に女性においては童名をそのまま戸籍名とすることも少なくなく、カマドやウトなどの女性の名前も見られた。そのいっぽうで、同化政策の影響により明治末期から大正期にかけて女学生のあいだで学校での呼び名を日本風に改めることが流行した。この学校での通称を学校名（ガッコウナー）という。その影響は一般にも波及し、1942年に改姓改名の手続きが大幅に簡略化されると、戸籍名を童名由来から日本風に変える人が増えた。これにより学校名が戸籍名となり、童名は身内で呼び合う名前となった。
20世紀末では童名が使われる事はほぼなくなったが、一部では童名の風習が存続している。たとえば与論島では2020年現在でもヤーナーが普通に使われており、池間島では1990年代現在でも神籤を使った名づけ儀式が行われている事が報告されている。また尚本家23代の尚衞は、自らの孫にも名付け継承式を行ったとしたうえで、2020年現在の沖縄本島でも古い家では童名が継承されており、迷子の呼び出し放送などで耳にすることがあるとしている。

## 命名法
子が生まれると、生後数日で童名を付ける名付け（）儀礼が行われる。この名づけは大切な通過儀礼とされ、1900年頃には童名の名づけを自宅で行ういっぽうで、戸籍名は出生届を出す際に担当した役人が適当に付けたという例が報告されている。
童名の命名法には地域ごとの原則があるがその多くは祖名継承で、とくに長男は祖父母の、長女は祖母の童名を継ぎ（隔世代継承）、次男次女以下は身内の童名から選ばれる地域が多い。実際に一族内では同じ童名が使われる事が多く、たとえば琉球国王に継承された童名のひとつである思徳金（）は、初代尚円・7代尚寧・10代尚質・13代尚敬・16代尚成・18代尚育などが用いている。また佐敷村では、一家5人全員の童名が「カマー」であった例も報告されている。
先祖の童名を継承する理由については、先祖を想う風習が反映されたとする説や、生児を先祖の生まれ変わりとする思想があったとする説、童名は個人の識別よりも親族関係を表示する意味合いが強かったとする説、名づけが祖霊祭祀の一形態であったとする説、先祖に生児の護り神になってもらうとする説などがある。
その他の命名法には、長男は父方の祖父・次男は母方の祖父・長女は父方の祖母・次女は母方の祖母の童名を継ぐことが多い地域（波照間島）、一族の童名から神籤で決める地域（宮古諸島や西表島）、米占いで決める地域（安里や天久）、神懸かりしたユタに名付けてもらう地域、命名式の当日に最初に訪れた人の名を付ける地域などがある。

## 特徴

### 種類の少なさ
前述のように、琉球王国時代の童名は身分性別を問わず全ての人が持つ個人名であったが、祖名継承の原則があるためその種類は極めて少ない。たとえば琉球王国時代の史料に記録されている童名は、身分による美称の有無を無視すれば男女合わせても47種に過ぎない。また、八重山波照間島では男名17種と女名12種、宮古池間島では男女合計でわずか6種と報告されている。
童名の種類が少ないと必然的に同名の人も多くなるが、それらを区別するために居住する地区名や親の名を付けたり、一家内では「おじさん」「小さい」などの関係性を付ける例が報告されている。

### 身分による違い
|        | 庶民            | 士族            | 貴族                    |
| ------ | --------------- | --------------- | ----------------------- |
| 男性名 | トゥカー 徳     | ウミトゥク 思徳 | ウミトゥクガニ 思徳金   |
| 男女名 | カマトゥー 蒲戸 | マカマド 真蒲戸 | マカマドゥガニ 真蒲戸金 |
| 女性名 | チルー 鶴       | マヅル 真鶴     | マヅルガニ 真鶴金       |

童名の本体となる部分は身分を問わず共通に用いられるが、身分によってその前後に接辞美称が付く。士族層では接頭辞として「思-」「真-」、接尾語として「-金」が付くことが多いが、貴族層では接辞が前後2字となり「思-金」「真-金」となる。ただし、士族以上であっても家族などごく親しい仲では親近感を表して美称を省いて呼んだ。
また身分は発音の違いでも表された。たとえば「鍋」は庶民では「ナバー」だが士族以上では「ナビー」、「牛」では庶民は「ウサー」だが士族以上では「ウシー」のように変化する。その多くは庶民ではア段が用いられ、士族ではそれ以外で発音する傾向がある。

### 語源
祖名継承される童名には「徳」「松」「鶴」などの吉祥にまつわるもののほか、「牛」「樽」「銭」など生活にまつわるものが多いが、この他に干支名、病弱児名、排行名、神名などもある。たとえば八重山では戌年・巳年生まれには長寿を願ってオージ（男）、カマドウ（女）と名付け、病弱児である場合は仁王（男）、ニールムイ（女）と名付けた。排行名では太良・次良などの例や、神名ではカナスやカニ（男）、マサイやカナ（女）などの例がある。また誕生前に父親が亡くなった子には男女問わずカーレーと名付けられた。
童名には男名と女名の別もあるが、男女で共用されるものもある。女性名には「鍋」や「竈」など台所に因んだ名が多く、また女性名のほうが種類が少ない点もジェンダーが指摘されている。
また、使われる童名の種類も地域によって差がある。

## 童名で知られる人物
- 吉屋チルー
- 恩納なべ
- 安里屋クヤマ